# Selemi
Der Selemi, auch Selami, war ein brasilianisch-portugiesisches Volumenmaß für Getreide.
- Brasilien 1 Selemi =  1 Ottava = 2 Mequias = 87 1/5 Pariser Kubikzoll = 1 ¾ Liter
- Portugal 1 Selemi = 85 ⅛ Pariser Kubikzoll = 1 7/10 Liter

Allgemein und regionsunabhängig waren
- 2 Selemi = 1 Quarto = 1 Quarta
- 4 Selemi = 1 Mejo/Meyo
- 8 Selemi = 1 Alqueira
- 32 Selemi = 1 Fanega
- 480 Selemi = 1 Mojo